# Channel 5 (singapurski kanał telewizyjny)
Channel 5 – singapurski anglojęzyczny kanał telewizyjny. Został uruchomiony w 1963 roku.